# سان فلوريس
سان فلوريس (بالفرنسية: Saint-Floris)‏ هي بلدية تقع في إقليم باد كاليه من منطقة نور با دو كاليه في شمال فرنسا. تبلغ مساحة هذه المدينة 4.05 (كم²)، وترتفع عن سطح البحر 18 م، يبلغ عدد سكانها 442 نسمة حسب إحصاء المعهد الوطني للإحصاء والدراسات الاقتصادية سنة 2009 م. وترأس Guy Bouvart البلدية خلال فترة (2008-2014).